# Vezelige vlamhoed
De vezelige vlamhoed (Gymnopilus sapineus) is een paddenstoel uit de familie Hymenogastraceae. De paddenstoel komt voor in groepen overwegend voor op dood naaldhout.

## Beschrijving

### Uiterlijke kenmerken
Hoed
De hoed heeft een diameter van 2–7 cm. De vorm is aanvankelijk halfrond, dan boogvormig, uiteindelijk vlak, meestal zonder umbo, en als er al een umbo is, is deze stomp. De hoedrand is scherp, glad met velumresten. Bij jonge exemplaren is het oppervlak fluweelachtig of viltig, bij oudere exemplaren is het rafelig, met aangrenzende fijne, okerbruine schubben op een geelcrèmeachtige achtergrond. Soms is de hele hoed roodbruin. De rand crème of lichtgeel.
Lamellen
De lamellen zijn aanvankelijk roomgeel, daarna oker, geelrood of roodachtig gevlekt. De lamelsnede is glad en op sommige plaatsen schilferig.
Steel
De steel heeft een lengte van 2,5–7 cm en een dikte van 3–8 mm. De steel is vol, elastisch, cilindrisch. De kleur is bij jonge vruchtlichamen lichtgeel en donkerder bij oudere, van geelrood tot roodbruin, op sommige plaatsen longitudinaal vezelig.
Geur en smaak
Het vlees heeft een bittere smaak en een kruidige geur.
Sporenprint
De sporenprint is roestoranje.

### Microscopische kenmerken
De sporen zijn oranje tot roestbruin, elliptisch, ruw en meten 7–10 x 4–6 μm. De hyfen is meestal 8–16 µm breed, dik bedekt met roestbruin, en bestaan ze vaak uit opgezwollen, korte cellen.

## Verspreiding
In Nederland komt de vezelige vlamhoed zeldzaam voor. Hij staat niet op de rode lijst en is niet bedreigd.